# Alice Ingley
Alice Ingley, född 13 januari 1993, är en australisk bågskytt. Hon deltog vid olympiska sommarspelen 2016 och olympiska sommarspelen 2020.